# Wilhelm Eduard Wiggers
Wilhelm Eduard Wiggers (* 23. Februar 1815 in Rendsburg; † 14. Februar 1892 ebenda) war ein deutscher Rechtsanwalt, Notar und Politiker. Von 1848 bis 1865 gehörte er zu den führenden liberalen Politikern Schleswig-Holsteins.

## Leben und Wirken
Wilhelm Eduard Wiggers war ein Sohn des Kaufmanns und Deputierten Hans Friedrich Wiggers († 28. Januar 1821 in Rendsburg) und dessen Ehefrau Ernestine Johanna Dorothea, geborene Seyer. Er besuchte die Rendsburger Gelehrtenschule und schrieb sich 1883 an der Universität Kiel für ein Jurastudium ein. 1837 bestand er das juristische Examen. Ab 1838 arbeitete er als Notar und Advokat in Rendsburg.
1838 sprach Wiggers bei einer öffentlichen Veranstaltung in Rendsburg. Er plädierte dafür, die schleswigsche und holsteinische Ständeversammlung zusammenzuführen, ihnen ein eigenes Steuerbewilligungsrecht zu geben und die Finanzen der Herzogtümer von denen Dänemarks zu trennen.
Am 28. November 1842 heiratete Wiggers in Rendsburg Clara Catharina Söndergaard (* 28. Januar 1821 in Rendsburg; † 6. Januar 1884 ebenda), mit der er keine Kinder hatte.
Wie Karl Lorentzen und weitere Personen geriet Wiggers 1846 in fiskalische Prozesse, die in Zusammenhang mit politischen Vorgängen des Vormärz standen. Am 30. Januar 1847 folgte sein Wahl zum Stellvertreter des Oberauditeurs Brackel für die holsteinische Ständeversammlung. Bei der Wahl vom 11. Juli 1850 erhielt er ein Direktmandat für die Landesversammlung, in der er bis zu deren Auflösung am 17. Januar 1851 als Gefolgsmann Theodor Olshausens wirkte. Dabei unterstützte ihn ein Bürgerverein, den er am 2. Januar 1848 selbst gegründet hatte.
Aufgrund seiner politischen Einstellung musste Wiggers 1853 die Bestallung als Advokat abgeben und bekam diese 1860 zurück. In der Zwischenzeit durfte er weiterhin als Notar arbeiten. Am 19. Dezember 1857 wurde er Mitglied der Rendsburger Stadtverordnetenversammlung. Die Mitglieder wählten ihn am 20. Januar 1863 zum stellvertretenden, am 19. Januar 1864 zum ersten Bürgerworthalter.
Seit 1861 vertrat Wiggers Rendsburg in der Holsteinischen Ständeversammlung. Zur selben Zeit erhielt er ein Mandat für die Führungsebene des holsteinischen Nationalvereins. Wiggers sprach auf zahlreichen Versammlung, organisierte Veranstaltungen und übernahm deren Vorsitz. Dazu gehörten im Sommer 1861 das Schleswiger-Fest in Kiel und im selben Jahr das Turnertreffen in Rendsburg.
Theodor Lehmann, der ebenfalls zur Leitung des holsteinischen Nationalvereins gehörte, gründete im Oktober 1861 das Landescomité des Nationalvereins für einen Flottenbau. Wiggers übernahm in diesem Comité eine führende Position. Er besuchte am 31. Oktober und 1. November 1864 die Tagungen des Nationalvereins in Eisenach. Zusammen mit Graf Ludwig Reventlow forderte er, dass Schleswig-Holstein eng mit Preußen zusammenarbeiten solle. Während der Spaltung der Liberalen in Schleswig-Holstein 1864/65 bemühte sich Wiggers zusammen mit Wilhelm Ahlmann und Friedrich Magnus Steindorff, eine Vermittlung herbeizuführen. Er schlug erfolglos einen an die preußische Hegemonie angelehnten schleswig-holsteinischen Staat unter Führung des Hauses Augustenburg vor.
Am 26. Februar 1865 verweigerte Wiggers eine Wiederwahl als Vorsitzender der Delegiertenversammlung der schleswig-holsteinischen Vereine und entzog sich somit der weiteren Mitwirkung in den Vereinen. 1875 trat er in den provinzialständischen Verwaltungsausschuss ein, hatte jedoch nur noch wenige öffentliche Auftritte. 1879 wurde er zum Justizrat ernannt. Die Stadt Rendsburg würdigte sein Engagement am 24. Mai 1885 mit einem Ehrenbürgerbrief und ließ nach seinem Tod ein Denkmal für ihn errichten.